# Canton de Bapen
Le canton de Bapen (chinois simplifié : 岜盆乡 ; chinois traditionnel : 岜盆鄉 ; pinyin : Bāpén Xiāng; Zhuang : Bahbwnz Yiengh) est un district administratif de la région autonome Zhuang du Guangxi en Chine. Il est placé sous la juridiction de la Xian de Fusui.

## Démographie
La population du district était de 27 552 habitants en 2011.

## Subdivisions administratives
La canton de Bapen exerce sa juridiction sur une subdivision - 8 villages.
Villages:
- Napo(那坡村), Gudou(姑豆村), Nabiao(弄廪村), Balun(岜伦村), Nongdong(弄洞村), Tuoliao(驮辽村), Nabiao(那标村), Bapen(岜盆村)